# 愿嫁金龟婿
《愿嫁金龟婿》（英語：How to Marry a Millionaire）是一部1953年美国喜剧片，由让·尼古拉斯科执导，改编自佐伊·艾金斯的戏剧《希腊人有话说》（The Greeks Had a Word for It，1930） 、戴尔·尤恩森（Dale Eunson）和凯瑟琳·阿尔伯特的戏剧《洛科》 (Loco，1946）。
影片由劳伦·白考尔、贝蒂·格拉布尔和玛丽莲·梦露饰演三个想要嫁给百万富翁的女孩。它由20世纪福克斯制作发行，是该公司《圣袍》后的第二部宽银幕电影。

## 剧情

三位女主

沙茨·佩奇（Schatze Page；劳伦·白考尔饰）、洛科·登普西（Loco Dempsey；贝蒂·格拉布尔饰）和波拉·德布瓦斯（Pola Debevoise；玛丽莲·梦露饰）想嫁给百万富翁，因此租了一套纽约市萨顿广场的豪华公寓，打算在这里钓上金龟婿。在纽约，她们认识了各自未来的丈夫，但事情并没有按她们想像的发展......

## 票房
这部电影于1953年11月4日在加州比佛利山的福克斯威尔希尔剧院首映，票房大卖，全球票房收入800万美元，国内票房750万美元，在当年仅次于《圣袍》。

## 奖项
| 奖项           | 类别                                               | 得主                         | 结果 |
| -------------- | -------------------------------------------------- | ---------------------------- | ---- |
| 奥斯卡奖       | 奥斯卡最佳服装设计奖（彩色片）                     | 查尔斯·勒迈尔和威廉·特拉维拉 | 提名 |
| 英国电影学院奖 | 英国电影学院奖最佳影片奖                           | 影片本身                     | 提名 |
| 美国编剧工会奖 | 最佳美国喜剧剧本奖（Best Written American Comedy） | 农纳利·约翰逊                | 提名 |

## 后续
1957年，这部电影被改编成同名情景喜剧。2000年，第二十电视公司制作了其男女角色互换的电视翻拍版《如何娶个富翁小姐：圣诞童话》。
2007年，妮可·基德曼通过其花開影業买下电影版权，打算再次翻拍。